# الانتخابات البلدية السعودية 2005
الانتخابات البلدية السعودية 2005 هي أول انتخابات جرت في المملكة العربية السعودية منذ اعتماد نظام المجالس البلدية.

## نظرة عامة
كان الملك فهد بن عبد العزيز قد أصدر مراسيم تعيد هيكلة نظام الحكم السعودي في شهر آذار مارس من العام 1992. وقد تضمّنت هذه الإجراءات إنشاء نظام إداري قسّم الدولة إلى 13 إقليماً منفصلاً. في شهر تشرين الأول أكتوبر من العام 2003، أعلنت الحكومة أن المواطنين سيقومون بشكلٍ مباشر بانتخاب أعضاء من المجالس البلدية.

## الانتخابات
جرت الانتخابات لاختيار نصف أعضاء المجالس البلدية. وكان مجلس الوزراء قد اتخذ قرارًا بإجراء الانتخابات عام 2003، تم وضعه في التنفيذ عام 2005، مستثنيا النساء والعسكريين من التسجيل والتصويت، معينًا سن الواحدة والعشرين للمشاركين. كان عدد المجالس البلدية التي أُجريت عليها الانتخابات 179 مجلسًا بلديًا، في حين كان عدد المقاعد 1.212 مقعدًا.

## النتائج
جاءت نتائج الانتخابات البلدية كما كان متوقعا في معظم المناطق، ولم تبد فيها أي مفاجئات كبيرة، حيث حصد التيار الإسلامي المعتدل الغالبية الكبرى من أصوات الناخبين وبصورة واضحة للعيان، بينما جاءت النتائج مخيبة للآمال بالنسبة إلى الاتجاهات الليبرالية، وحتى لبعض كبار رجال الأعمال المستقلين على الرغم من بذلهم السخي لتنظيم حملاتهم الدعائية في فترة الانتخابات. وأتت هذه النتائج استنادا إلى ما يتمتع به التيار الإسلامي من أرضية واسعة في المجتمع السعودي، ولما لديه من إمكانيات كبيرة تسهل عليه عملية توظيفها واستثمارها في الاستحقاقات الانتخابية وغيرها.
وبنظرة موضوعية، فإن القوى ذات الاتجاه الإسلامي في المملكة لديها من الفاعلية والحيوية والنشاط الشيء الكبير الذي يؤهلها لتحقيق مكاسب على الأرض، نظرا لقربها من قضايا المجتمع وهمومه وتمتعها بشبكة علاقات واسعة عبر المؤسسات الدينية والتطوعية والخدمية، وهذه الميزات جميعها غير متوفرة لدى الليبراليين الذين تقتصر نشاطاتهم في وسط النخب المثقفة، وضمن أطر محدودة. وحتى داخل الوسط الإسلامي كانت هنالك منافسة بين مختلف الاتجاهات والقوى برزت في القوائم المزكاة لكل اتجاه، ولكن جاء صوت الناخب حاسما لصالح المرشحين المعروفين بخدماتهم الاجتماعية والخيرية التي ساعدتهم في تشكيل قاعدة اجتماعية واسعة لهم.